# محمد فیروزی
محمد فیروزی (زاده ۱۳۳۶ در تهران)، نوازندهٔ بربط و سه‌تار است. وی در اجرای آثار و کنسرت‌های پرشماری از موسیقی اصیل ایرانی مشارکت داشته‌است.

## زندگی
محمد فیروزی از همان دوران کودکی به موسیقی علاقه داشت و نسبت خانوادگی وی با هوشنگ ظریف، موسیقیدان نامدار ایرانی باعث شد که با موسیقی بیشتر آشنا شود.
او در سال ۱۳۴۹ به هنرستان عالی موسیقی ملی وارد شد. با ورود منصور نریمان به هنرستان، ساز بربط را به عنوان ساز دوم خود انتخاب کرد. بعد از اتمام دوره هنرستان، در سال ۱۳۵۵ به دانشکده هنرهای زیبای دانشگاه تهران وارد شد و در دانشگاه نزد محمد رضا لطفی، حسین علیزاده و نورعلی برومند آموزش سه‌تار را دنبال کرد.

## کار هنری
وی در سال ۱۳۵۶ وارد رادیو شد و در گروه سماعی به سرپرستی حسن ناهید به اجرای برنامه پرداخت. در همان سال بود که در رادیو گروه عارف تشکیل شد و محمد فیروزی همراه با پرویز مشکاتیان، حسین علیزاده، ناصر فرهنگ فر، جمشید عندلیبی و علی اکبر شکارچی نخستین اعضای این گروه بودند. وی همراه با این گروه در ساخت مجموعهٔ چاووش همکاری کرد.
محمد فیروزی به همراه گروه عارف کنسرت‌های متعددی در کشورهای مختلف دنیا به خوانندگی محمدرضا شجریان، شهرام ناظری و ایرج بسطامی اجرا کرد که در آلبوم‌هایی چون دستان، نوا، لالهٔ بهار، شورانگیز و افشاری مرکب نتیجهٔ آن بود.
وی در سال ۱۳۶۹ از گروه عارف جدا شد و به گروه آوا پیوست که سرپرستی و خوانندگی آن را محمدرضا شجریان بر عهده داشت و اعضای آن عبارت بودند از: داریوش پیرنیاکان، جمشید عندلیبی، مسعود شناسا، جواد بطحایی، سعید فرج‌پوری و همایون شجریان که حاصل همکاری این گروه آثاری همچون: آهنگ وفا، رسوای دل و شب وصل بود.
محمد فیروزی همچنین از سال ۱۳۶۹ همراه با گروه‌های آوا و بیدل به سرپرستی محمدرضا شجریان و حسام‌الدین سراج سفرهای متعددی به خارج از کشور داشت و در فستیوال‌های مختلف در آلمان و هلند شرکت کرد. وی همچنین در آلبوم‌های آسمان عشق و آرام جان و بعدتر غوغای عشق‌بازان و سخن عشق هم با محمدرضا شجریان همکاری کرد.
در سال ۱۳۸۰ در گروه رومی «مولویه» به همراه شهرام ناظری، بزرگ‌ترین تور موسیقی ایران را در شانزده شهر اجرا کرد که کنسرت آنها با بیش از ۱۲۰ هزار تماشاچی در کاخ سعد آباد رکورد خاورمیانه را برایشان رقم زد. همچنین محمد فیروزی در سال‌های ۱۳۸۵ و ۱۳۸۶ محمدرضا شجریان، مجید درخشانی، سعید فرج‌پوری، همایون شجریان و حسین رضایی نیا را در قالب گروه آوا، در کنسرت‌های اروپا و تهران همراهی کرد.

## تدریس
محمد فیروزی، تدریس بربط، تار و سه‌تار را از مرکز حفظ و اشاعه موسیقی و کانون چاوش (از بدو تشکیل) آغاز کرد و در حال حاضر در هنرستان موسیقی دختران، کنسرواتوار تهران و همچنین در دو آموزشگاه موسیقی سعدی و نوای تار به تدریس می‌پردازد. وی همچنین در حال تدوین کتابی مختص ساز بربط است.